# 景东茴芹
景东茴芹（学名：Pimpinella liiana）为伞形科茴芹属的植物，是中国的特有植物。分布在中国大陆的云南等地，生长于海拔1,200米至2,400米的地区，多生在山地草坡上或林下，目前尚未由人工引种栽培。